# 園田小波
園田小波（日语：そのだ こなみ，1977年5月3日—2019年8月4日），本名平山美奈子，日本少女漫畫家，兵庫縣尼崎市人。代表作《Chocomimi》自2003年起在Ribon及其衍生雜誌連載。該作品於2007年10月1日被拍成電視劇。
園田小波因罹患乳癌，已於2019年8月4日病逝，享年42歲，訃聞於同月19日公開。代表作《ChocoMimi》尚未畫完結局便離世，使書迷十分感慨。